# Matthäus Stelzer
Matthäus Stelzer (* 31. August 1803 in Trochtelfingen; † 24. November 1859 ebenda) war ein hohenzollerischer Oberamtmann.

## Leben
Matthäus Stelzer kam 1827 als Rechtspraktikant an das Obervogteiamt Trochtelfingen und war drei Jahre dort Amtsaktuar. Von 1830 bis zu seinem Tode war er Amtsvorsteher und Obervogt des Obervogteiamtes Trochtelfingen. Ab 1846 hatte er den Titel Oberamtmann.
Er war mit dem Roten Adlerorden 4. Klasse ausgezeichnet.